# Parc d’Attractions du Châtelard
| Bahnhof quer                            |      | Martigny-Châtelard-Bahn                            | Martigny-Châtelard-Bahn                            |
|                                         |      | nach Martigny u. Chamonix (SNCF)                   |                                                    |
| Haltepunkt / Haltestelle Streckenanfang | 0,00 | Le Châtelard VS                                    | 1125 m ü. M.                                       |
| Brücke                                  |      | Route l´Echelle                                    | Route l´Echelle                                    |
| Tunnel                                  |      | Tunnel (35 m)                                      | Tunnel (35 m)                                      |
| Haltepunkt / Haltestelle                | 0,34 | Giétroz                                            | 1357 m ü. M.                                       |
| Brücke                                  |      | Route de Giétroz                                   | Route de Giétroz                                   |
| Tunnel                                  |      | Tunnel (13 m)                                      | Tunnel (13 m)                                      |
| Blockstelle                             | 0,65 | Betriebsausweichen                                 | Betriebsausweichen                                 |
| Strecke                                 |      |                                                    |                                                    |
| ehemalige Blockstelle                   | 1,01 | ehem. Standort Ballastwagen (Gegengewicht Zugseil) | ehem. Standort Ballastwagen (Gegengewicht Zugseil) |
| Blockstelle                             |      | Corbes – Zugang für Materialtransporte von Straße  | Corbes – Zugang für Materialtransporte von Straße  |
| Strecke mit Straßenbrücke               |      |                                                    |                                                    |
| Haltepunkt / Haltestelle Streckenende   | 1,31 | Les Montuires                                      | 1821 m ü. M.                                       |

| Haltepunkt / Haltestelle Streckenanfang | 0,00 | Les Montuires (ehem. Château d´Eau)          | 1821 m ü. M.                                 |
| Blockstelle                             | 0,25 | Betriebsstätte La Croix                      | Betriebsstätte La Croix                      |
| Blockstelle                             | 0,61 | Betriebsausweiche 1                          | Betriebsausweiche 1                          |
| Tunnel                                  | 0,65 | Tunnel 1 (52 m)                              | Tunnel 1 (52 m)                              |
| Haltepunkt / Haltestelle                | 0,76 | Bellevue                                     | Bellevue                                     |
| Tunnel                                  | 0,85 | Tunnel 2 (92 m)                              | Tunnel 2 (92 m)                              |
| Blockstelle                             | 1,02 | Betriebsausweiche 2                          | Betriebsausweiche 2                          |
| Tunnel                                  | 1,06 | Tunnel 3 (31 m)                              | Tunnel 3 (31 m)                              |
| Tunnel                                  | 1,16 | Tunnel 4 (99 m)                              | Tunnel 4 (99 m)                              |
| Haltepunkt / Haltestelle                | 1,65 | Pied du Barrage                              | 1812 m ü. M.                                 |
| Tunnel                                  |      | Tunnel 5 (66 m) zum Parken von Zuggarnituren | Tunnel 5 (66 m) zum Parken von Zuggarnituren |
|                                         | 1,85 |                                              |                                              |

| Haltepunkt / Haltestelle Streckenanfang | 0,00 | Pied du Barrage | 1812 m ü. M. |
| Strecke                                 |      | zweigleisig     | zweigleisig  |
| Haltepunkt / Haltestelle Streckenende   | 0,26 | Lac d'Emosson   | 1952 m ü. M. |

Der Parc d’Attractions du Châtelard VS S.A. (PAC) ist eine touristische Bahngesellschaft in Le Châtelard im Schweizer Kanton Wallis.

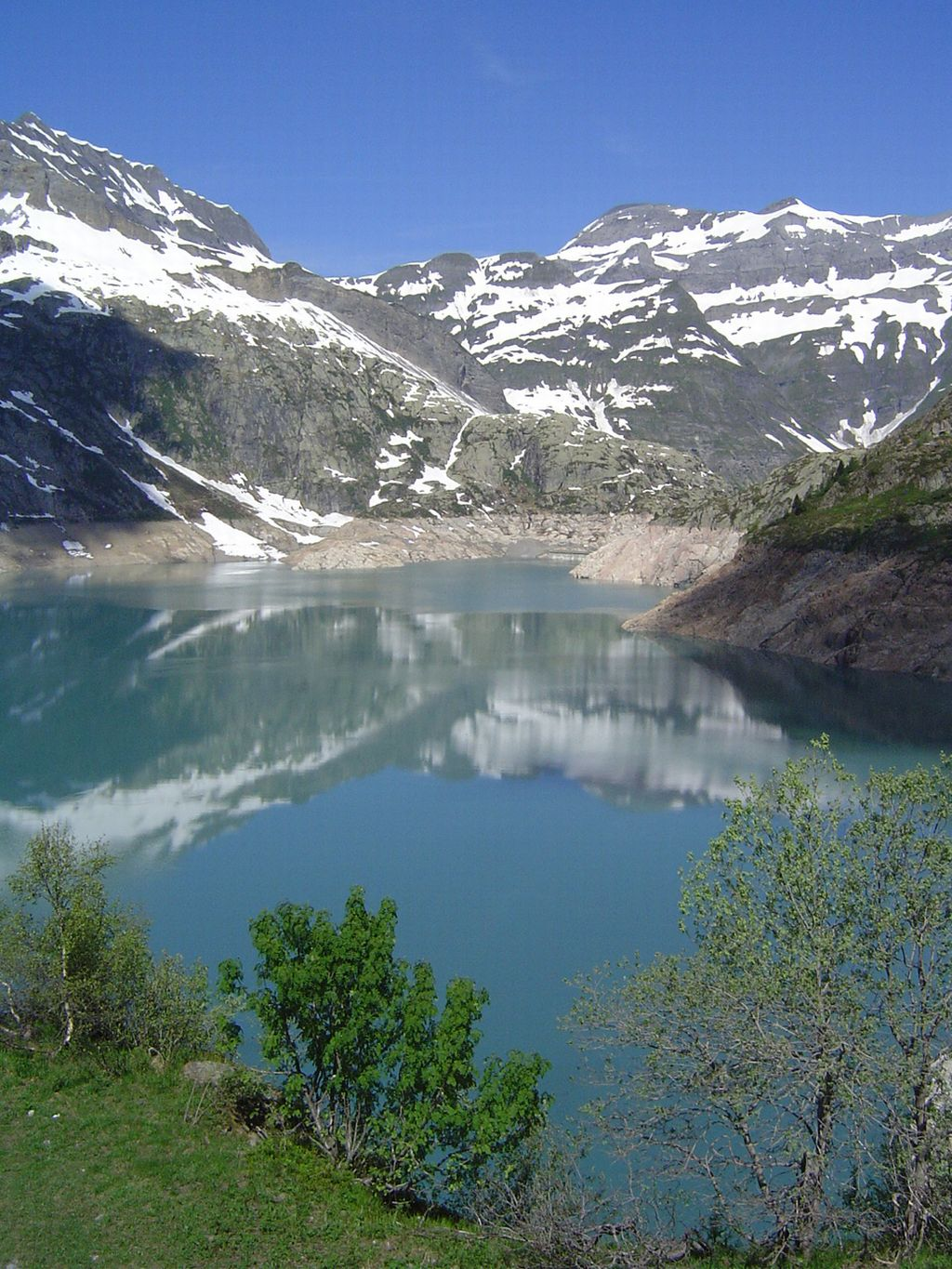
Der Lac d’Emosson, das Ausflugsziel am oberen Ende des «Parc d’Attractions du Châtelard»

Sie erschliesst seit 1975 mit drei aussergewöhnlichen Bergbahnen – dem sogenannten Parc d’Attractions – das Ausflugsgebiet um den Lac d’Emosson, oberhalb von Le Châtelard, in der Gemeinde Finhaut. Zur beliebtesten Wanderroute gehört der Aufstieg zum Lac du Vieux Emosson, an dessen Ufer im Sommer Archosaurierspuren besichtigt werden können.
Der PAC wird in Le Châtelard VS Funiculaire von der Martigny-Châtelard-Bahn der Transports de Martigny et Régions (TMR) von Martigny aus sowie über die SNCF-Bahnstrecke von Chamonix aus erschlossen.
Die Gesellschaft stellte im Jahr 2022 nach Finanzproblemen den Betrieb ein.

## Geschichte

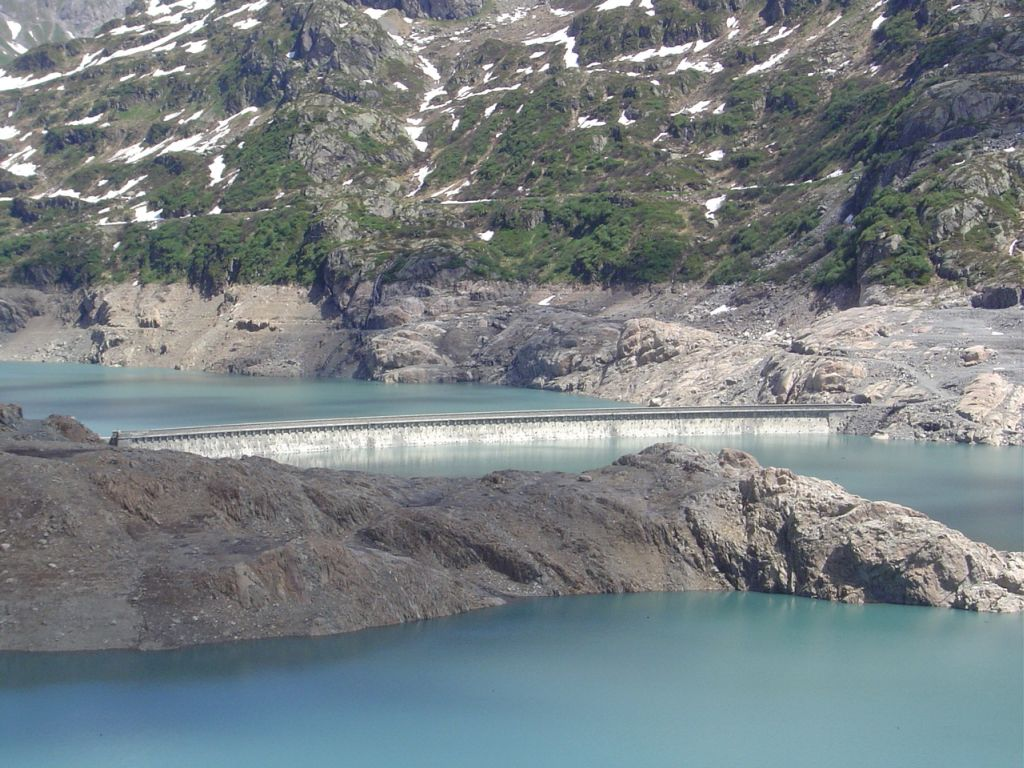
Der Stausee Lac d’Emosson ist am 22. Juni 2008 jahreszeitengemäss noch nicht ganz gefüllt, sodass die Krone der darin gelegenen, alten Staumauer «Barberine» noch über dem Wasserspiegel sichtbar ist.

Die Schweizerischen Bundesbahnen (SBB) erstellten für den Bau der Staumauer Barberine und des Kraftwerks «Le Châtelard» eine Reihe von Transportbahnen oberhalb von Le Châtelard. Die Standseilbahn von Le Châtelard zum Wasserschloss (Château d’Eau – Les Montuires) des Kraftwerks wurde 1920 eröffnet; die Gewichtsmauer Barberine, die den Lac d’Emosson aufstaute, und die erste Kraftwerksanlage wurden 1925 in Betrieb genommen. Als der Emosson-Stausee 1974 mittels der neuen Bogenstaumauer Emosson stark vergrössert wurde, erschien den SBB die alte Standseilbahn nicht mehr notwendig und sollte abgebrochen werden.
Dies führte auf privater Initiative zur Gründung der SA des Transports Emosson-Barberine (SATEB), die sich zum Ziel setzte, die Standseilbahn vor dem Abbruch zu bewahren. Dafür wurde nach dem Vorbild des Petit train d’Artouste eine Feldbahn mit 600 mm Spurweite für den touristischen Betrieb als Petit Train Panoramique d'Emosson hergerichtet. Die SATEB eröffnete 1975 den touristischen Betrieb auf der Standseilbahn, der Feldbahn, sowie 1977 einer Einschienenzahnradbahn (dem einzigen öffentlichen Monorack, die sonst insbesondere in Rebbergen eingesetzt werden) bei der Emosson-Staumauer.
Zwischen 1989 und 1991 wurde die inzwischen viel zu kleine Zahnradbahn (Typ Habegger) vom Fuss der Staumauer zum See durch den modernen Minifunic ersetzt. Das Unternehmen änderte den Namen Ende 1999 in Trains Touristiques d’Emosson SA (TTE) und Anfang 2004 schliesslich in Parc d’Attractions du Châtelard VS SA (PAC). Inzwischen werden die Anlagen von Verticalp betrieben.

## Bahnen

### Historische Standseilbahn
Die 1920 von den SBB erbaute Barberine-Standseilbahn wurde bis 2012 als Funiculaire historique bezeichnet; mit bis zu 87 % Steigung war sie, bis zur Eröffnung der neuen Stoosbahn 2017, die steilste Zweikabinen-Standseilbahn der Welt. Die Seilbahn in Meterspur überwindet auf einer Länge von 1310 Metern eine Höhendifferenz von 700 Metern.
Als eine Besonderheit stand noch bis am 21. Oktober 2012 ein Ballastwagen im oberen Viertel im Einsatz. Wenn sich der obere Fahrgastwagen dem Ballastwagen annäherte, wurde die Geschwindigkeit reduziert und jener, ohne ihn anzukuppeln, aufwärts geschoben. Der Ballastwagen kompensierte das immer grösser werdende Gewicht des Zugseils des unteren Fahrgastwagens. Beim Herunterfahren wurde ebenfalls die Fahrt verlangsamt, und der Ballastwagen blieb beim seitlich des Gleises angeordneten Prellbock stehen. Die Verlangsamung zum Auf- und Ablad des Ballastwagens erfolgte über Funk; der Maschinist in der Bergstation reduzierte dazu jeweils die Geschwindigkeit nach Ansage der Kabinenführer.
Für die Saison 2015 wurde die Standseilbahnanlage modernisiert und mit neuen Fahrzeugen ausgestattet.

### Panoramazug
Auf die Standseilbahn folgt als zweite Sektion eine 600-mm-Feldbahn, die 1975 auf dem Trassee der in den 1920er-Jahren von den SBB betriebenen 750-mm-Werkbahn zum Weiler Emosson und der Barberine-Baustelle erbaut und als Petit train panoramique (Schmalspur-Panoramabahn) wiedereröffnet wurde. Sie verläuft auf leichtem Gefälle über Geländeterrassen und durch sechs Tunnels. Je näher der Zug in Richtung der Bogenstaumauer fährt, desto steiler werden die Bergflanken. Am Schluss kann der Fahrgast rund 200 m vertikal zur Bouqui-Schlucht hinab blicken. Die Züge verkehren in der Regel mit Akkumulatorenlokomotiven (Ta 2/2 5-8, Baujahr 1952); Dampffahrten werden sporadisch vom Verein «Vaporistes du Châtelard-Emosson» organisiert, wobei die im Original-Zustand erhaltene Dampflok Bn2t «Liseli» (Jung, Fabr. Nr. 1693, Baujahr 1911) zum Einsatz gelangt. Im Jahr 2012 fanden an 4 ausgewählten Wochenenden öffentliche Dampffahrten statt.
Der Petit train panoramique ist die einzige 600-mm-Feldbahn, die im Schweizer Kursbuch steht und Plandampf-Betrieb anbietet.

### Minifunic
Auf die Feldbahn folgt als dritte und letzte Sektion das Minifunic von 1991, welches vom Fuss der Staumauer zum Lac d’Emosson führt. Die Standseilbahn ersetzte eine Monorail (Einschienenzahnradbahn), welche auf dem gleichen Trassee verlief, aber dem Verkehrsaufkommen nicht gewachsen war. Auf der etwa 260 Meter langen Strecke überwindet das Minifunic einen Höhenunterschied von 140 Metern. Die Spurweite beträgt 900 mm. Die beiden Wagen verkehren auf zwei getrennten Gleisen, werden aber von einem einzigen Seil bewegt und besitzen eine Einrichtung, die den Wagenboden unabhängig von der Streckenneigung horizontal hält.

## Galerie

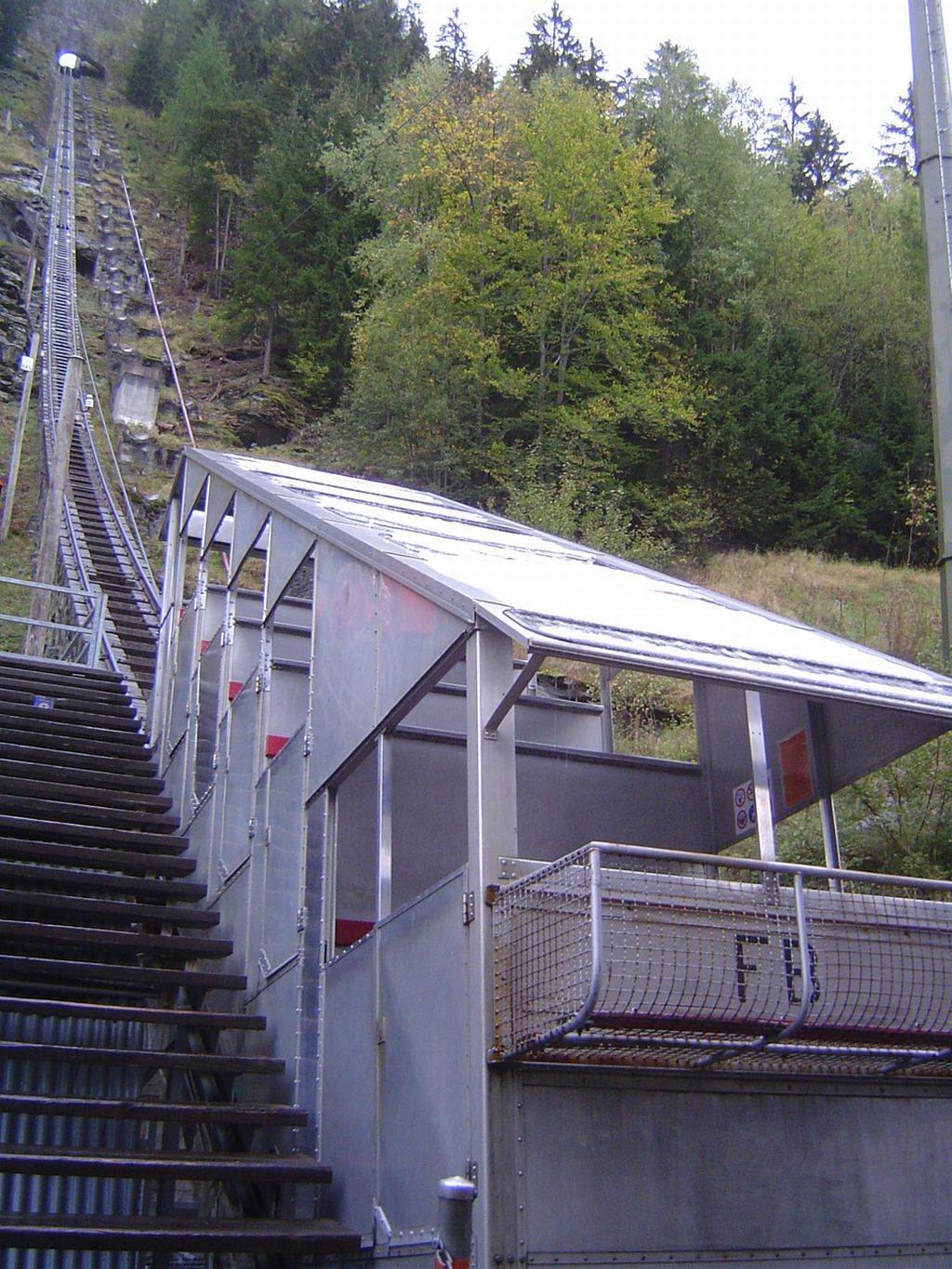
In der Talstation «Le Châtelard, Gare du Funiculaire». Der Blick ab Talstation zeigt den Beginn des bergwärts führenden Gleises, bis es in einem ersten Tunnel verschwindet. Es ist dies die weltsteilste Standseilbahn mit 2-Kabinen-Betrieb.
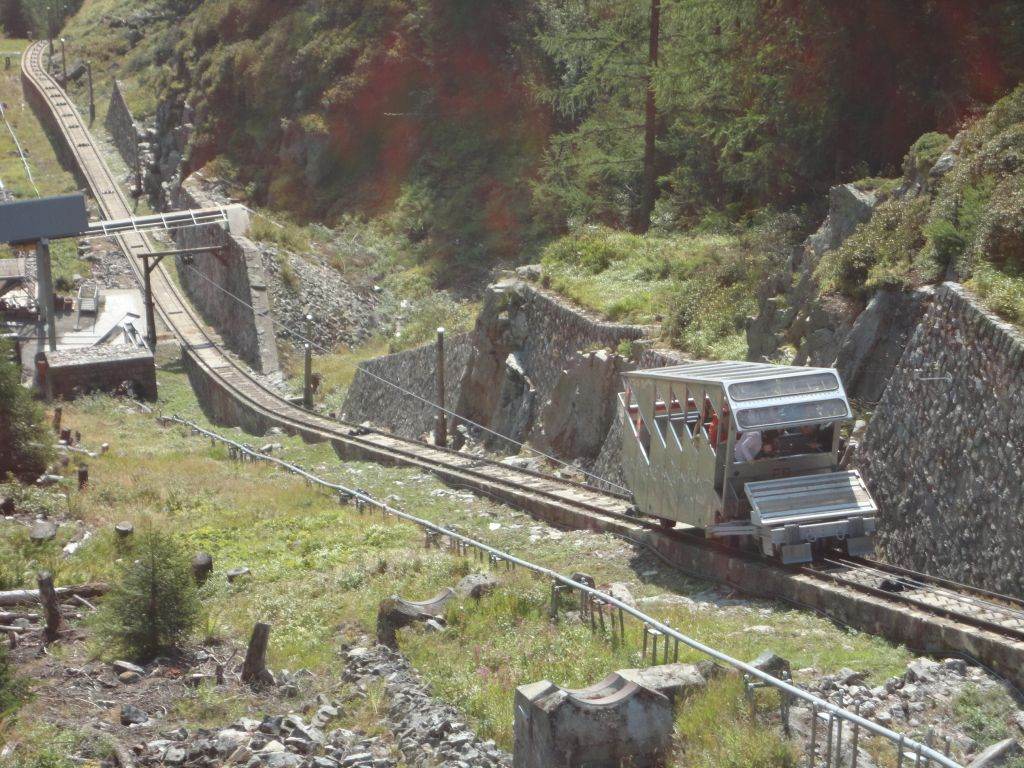
Historische Standseilbahn mit Ballastwagen in Fahrt
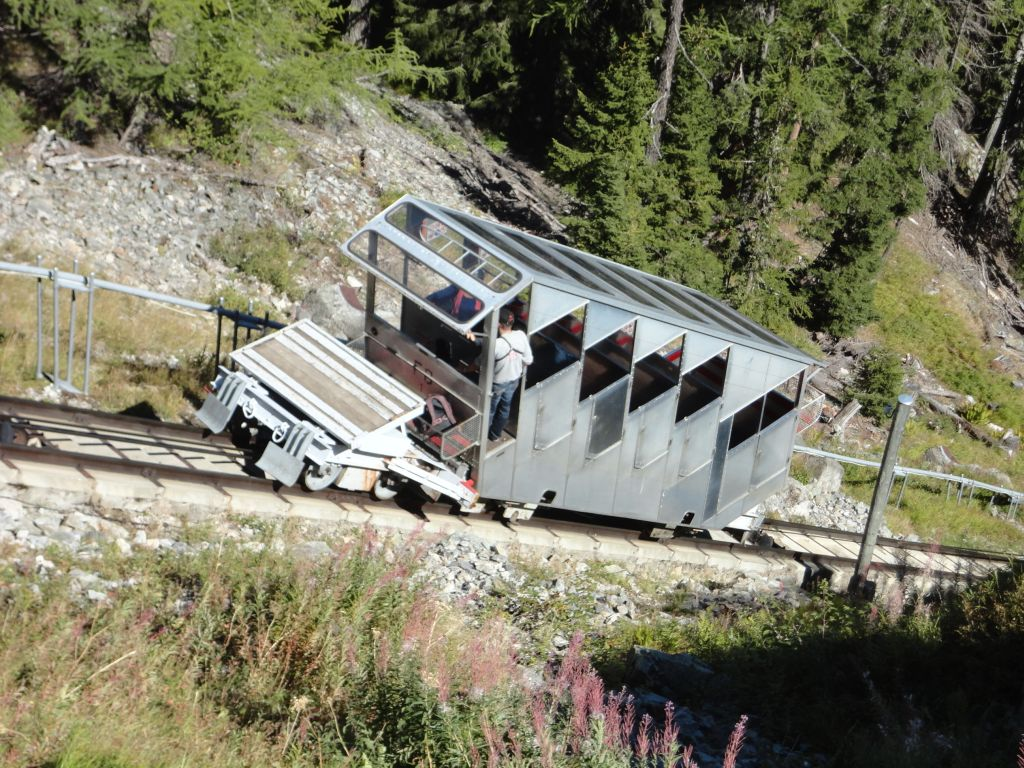
Historische Standseilbahn mit Ballastwagen kurz unterhalb der Bergstation auf rund 1800 m
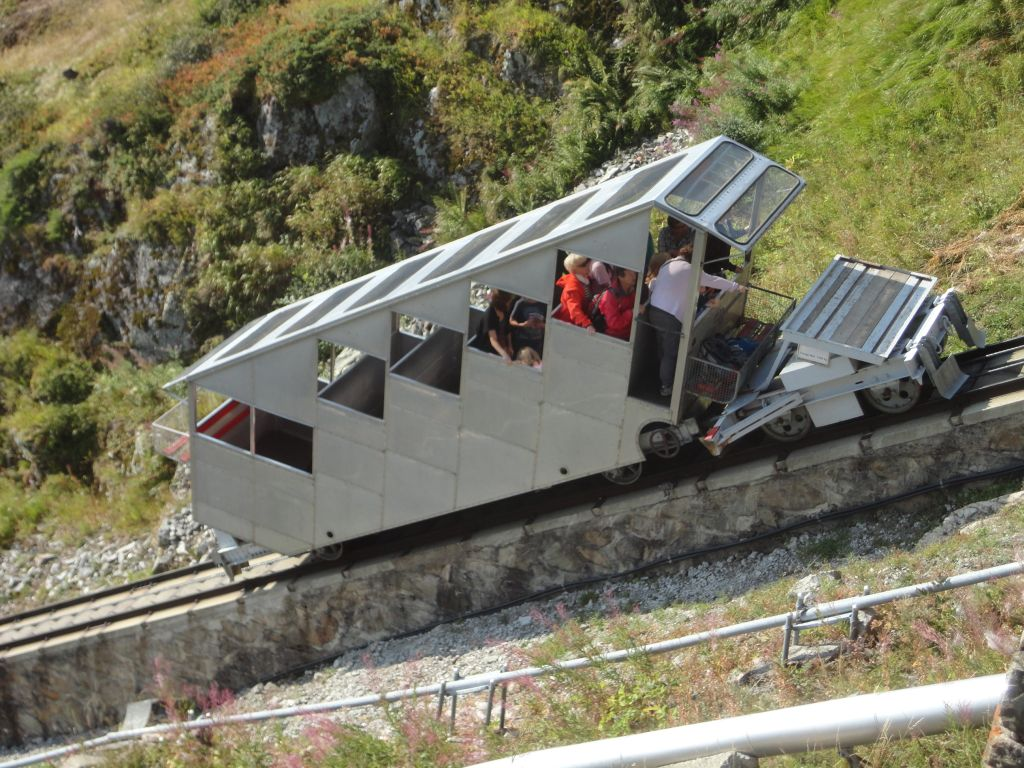
Seitenansicht der Standseilbahnkabine mit vorangeschobenem Ballastwagen kurz unterhalb der Bergstation «Les Montuires»
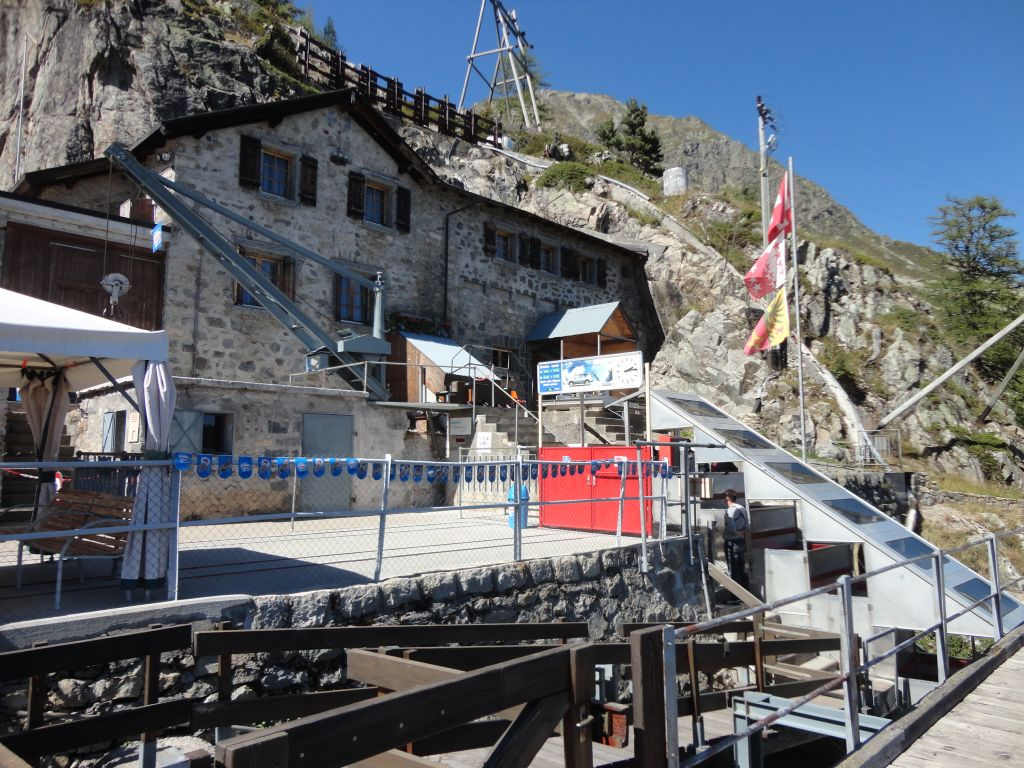
Standseilbahn in der Bergstation Les Montuires, wo auf den Panoramazug umgestiegen wird
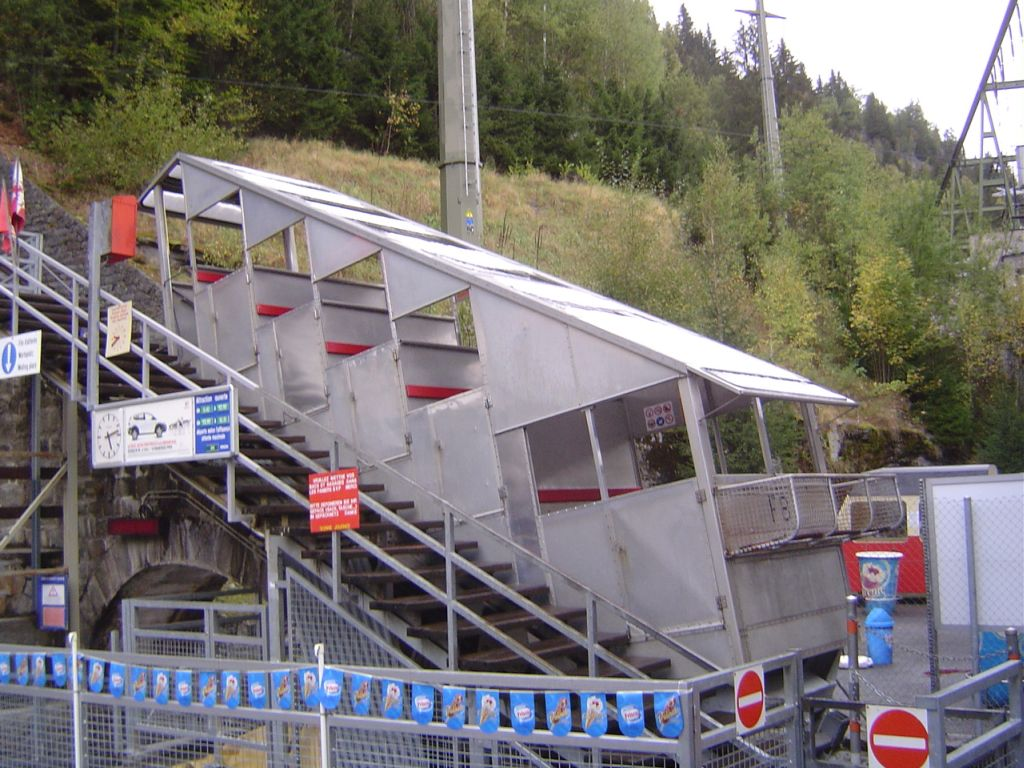
Standseilbahn in der Talstation «Le Châtelard, Gare du Funiculaire» hinter dem SBB-Kraftwerksgebäude
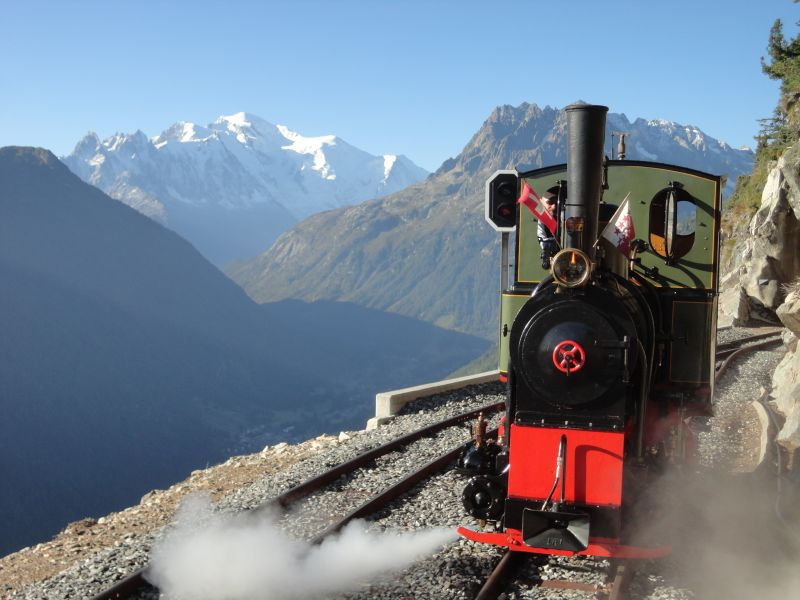
Dampflok «Liseli» (Jung 1693) mit Aussicht auf den Mont Blanc
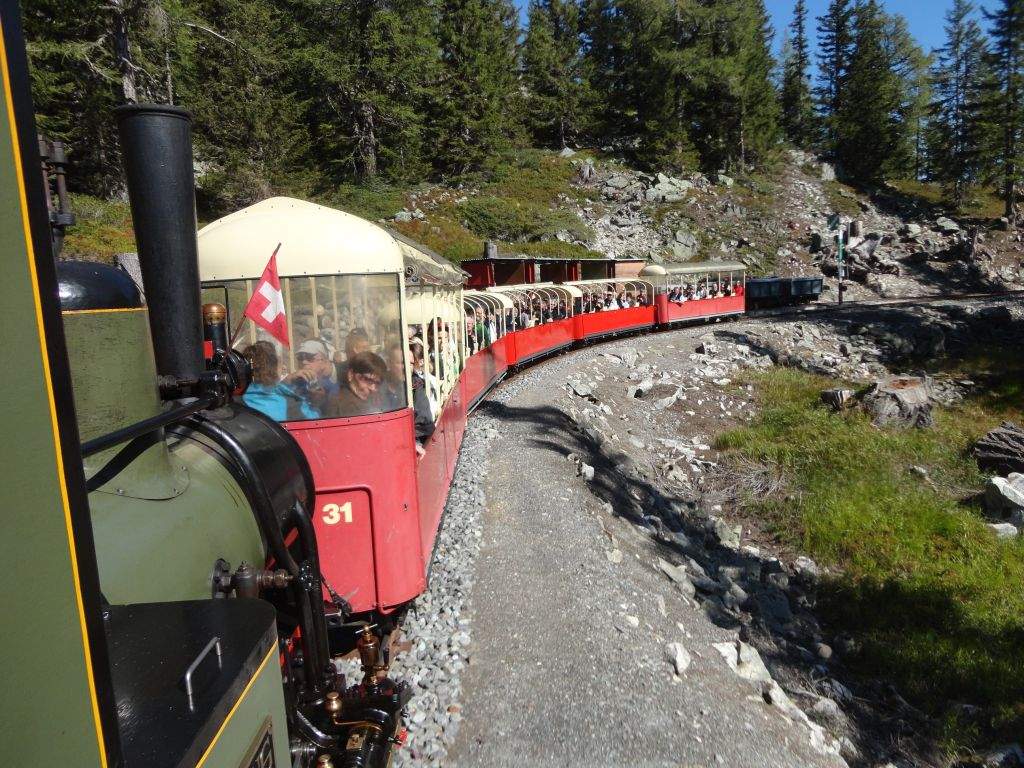
Dampflok «Liseli» (Jung 1693) mit Reisezug auf Panoramabahn
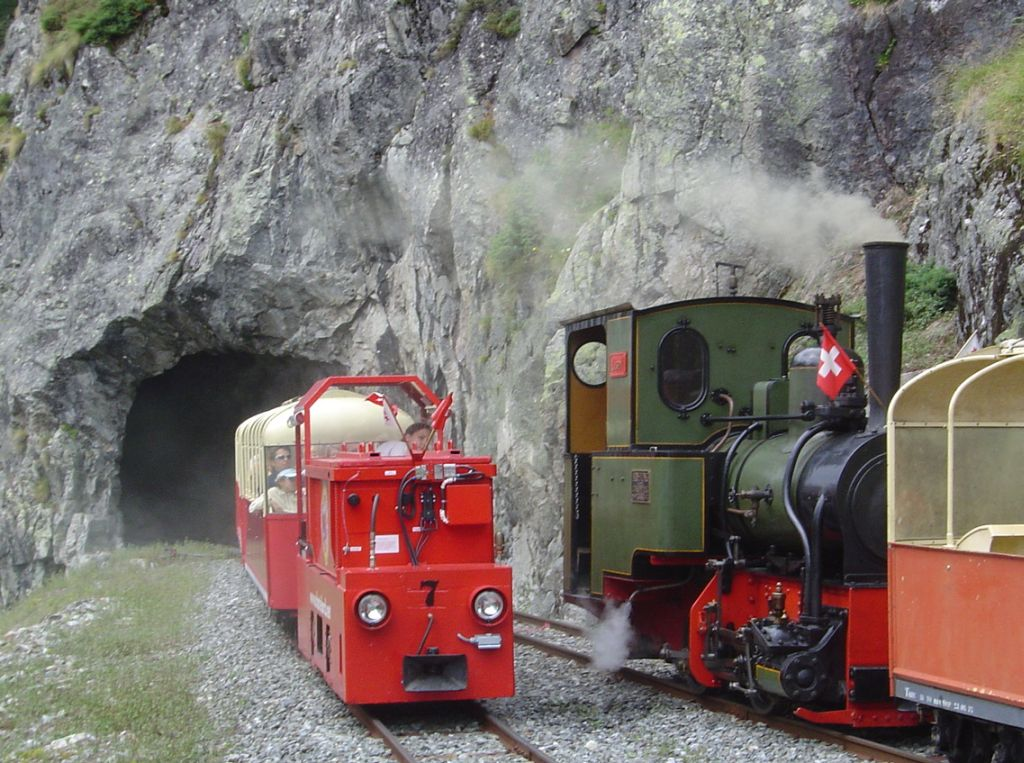
Dampflok «Liseli» kreuzt in der Ausweichstation Nr. 2 einen Gegenzug mit Akku-Lok Nr. 7
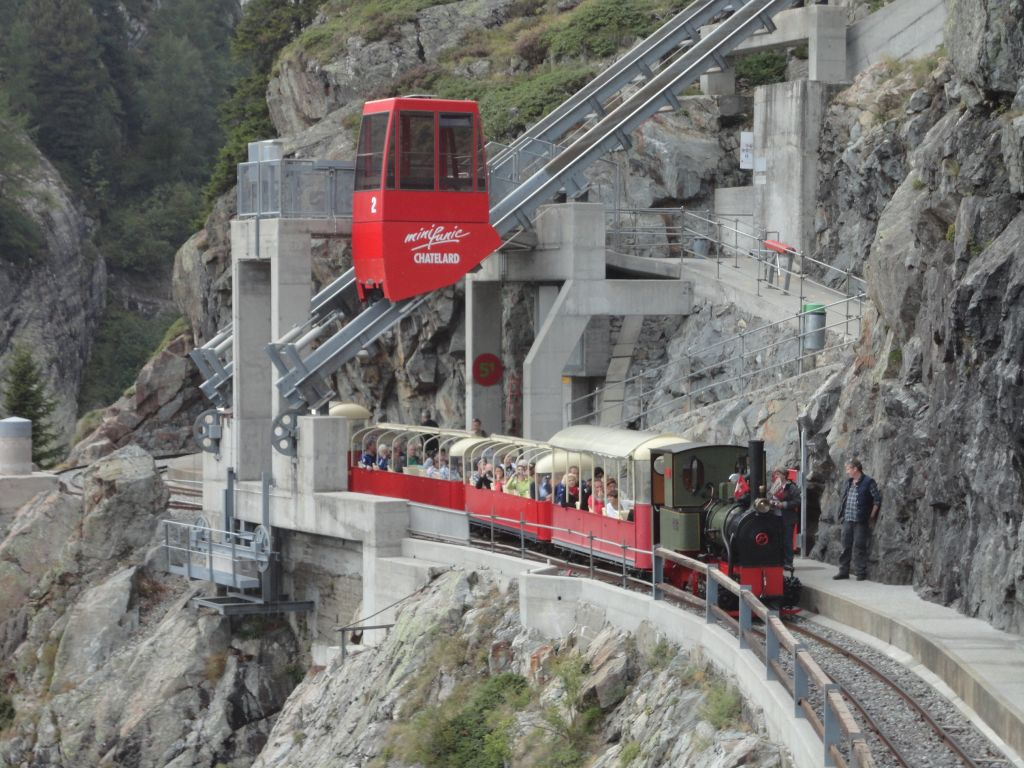
Dampflok «Liseli» (Jung 1693) mit wartender Minifunic-Kabine darüber in der Umsteigestation «Pied du Barrage»
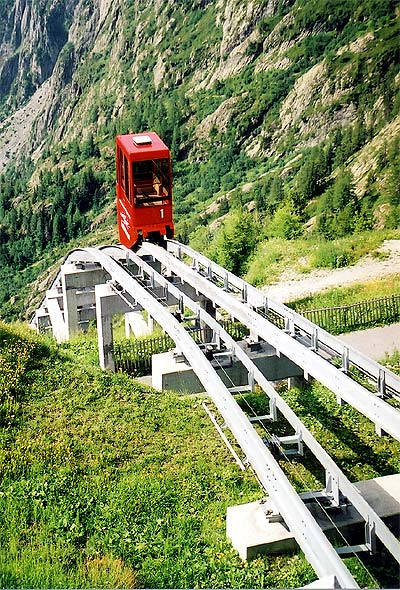
Minifunic d’Emosson, die Standseilbahn vom Fuss der Staumauer zur Mauerkrone
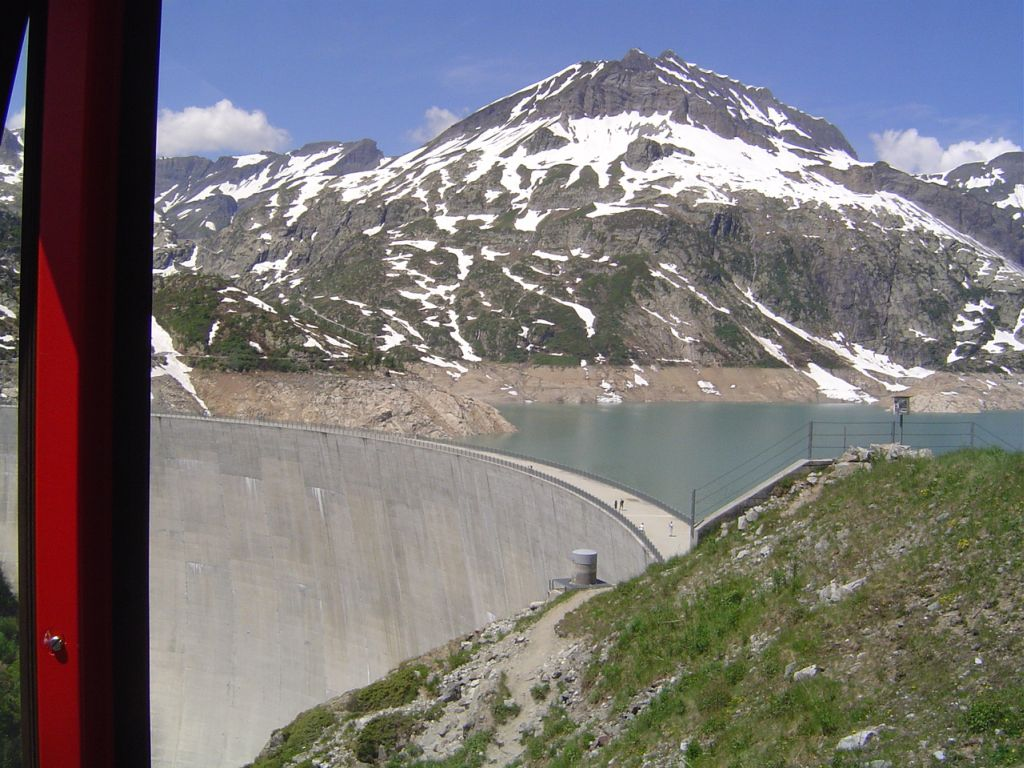
Der Lac d’Emosson, das Ausflugsziel am oberen Ende des «Parc d'Attractions du Châtelard». Von der Minifunic-Kabine aus ist die gewaltige Staumauer und der Lac d’Emosson sichtbar.